# Miconia barbeyana
Miconia barbeyana är en tvåhjärtbladig växtart som beskrevs av Célestin Alfred Cogniaux. Miconia barbeyana ingår i släktet Miconia och familjen Melastomataceae. Inga underarter finns listade i Catalogue of Life.